# أنجيلو كاتانيو
أنجيلو كاتانيو (بالإيطالية: Angelo Cattaneo)‏ هو دراج إيطالي، ولد في 1901 في ميلانو في إيطاليا، وتوفي في 1986.

## وصلات خارجية
- أنجيلو كاتانيو على موقع إحصائيات الدراجات الإحترافية (الإنجليزية)
- أنجيلو كاتانيو على موقع أوليمبيديا (الإنجليزية)